# Børge Ousland
Børge Ousland (* 31. Mai 1962 in Oslo) ist ein norwegischer Abenteurer und Polarforscher.

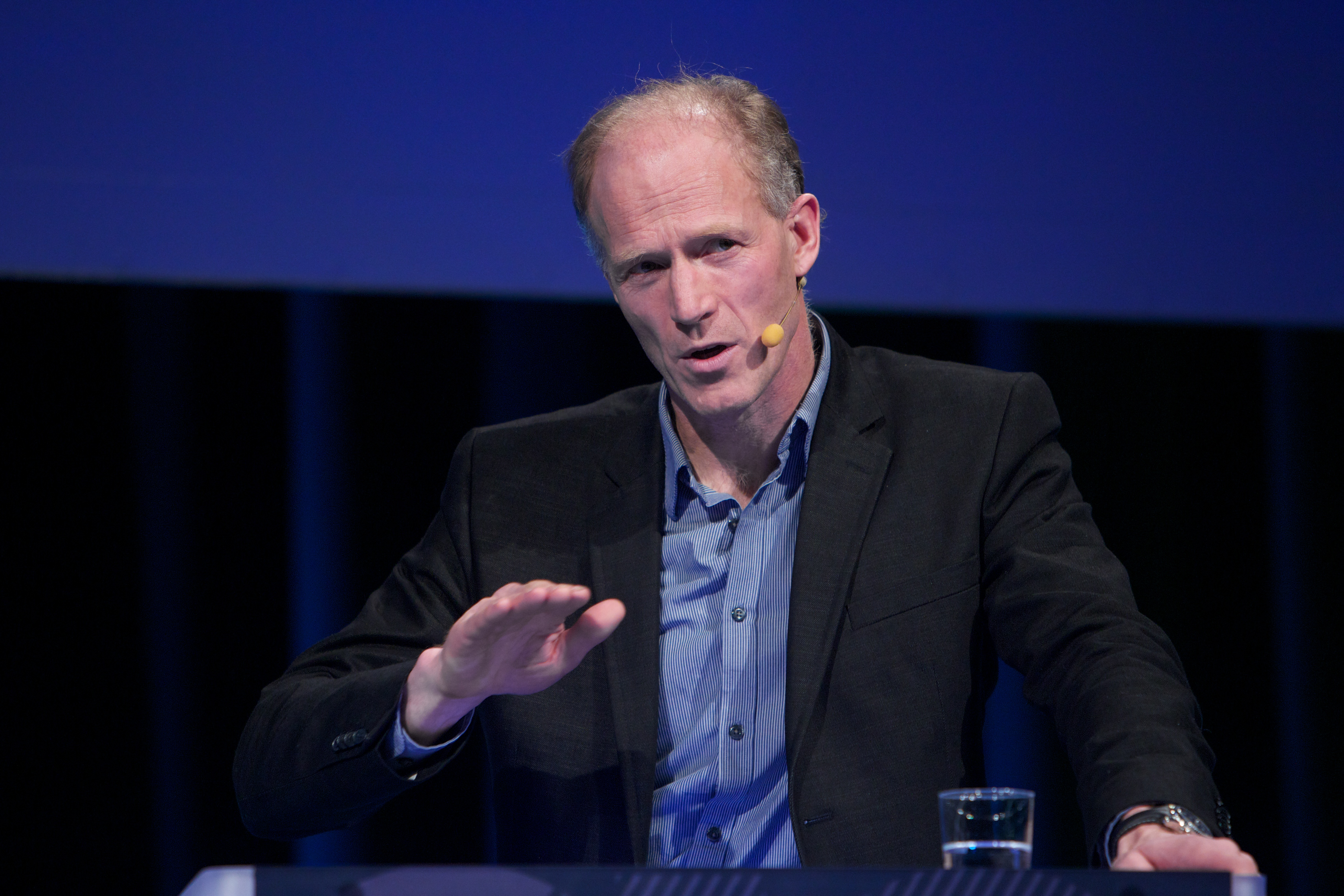
Børge Ousland, 2010

## Frühe Jahre
Ousland ist im Ort Nesodden aufgewachsen. Im Zeitraum von 1984 bis 1993 arbeitete er als Tiefseetaucher vor der Küste Norwegens. Von 1989 bis 1991 absolvierte er seinen Militärdienst bei einer norwegischen Marinespezialeinheit.

## Expeditionen
1986 überquerte Ousland auf Skiern mit Agnar Berg and Jan Morten Ertsaas Grönland von der Ostküste bis zur Westküste.
1990 führte er mit Geir Randby und Erling Kagge ebenfalls auf Skiern seine erste Nordpolexpedition durch. Der Start erfolgte am 8. März auf Ellesmere Island in Kanada und endete am 4. Mai am Nordpol. Dabei wurde die Mannschaft unterwegs nicht versorgt, sondern führte die notwendige Ausrüstung und Nahrungsmittel von Anfang an auf Schlitten mit sich.
1994 erreichte er den Nordpol in einer Soloexpedition. Der Start erfolgte am 2. März am Kap Arktichesky in Nordsibirien und nach 52 Tagen erreichte er den Pol am 22. April. Diese Expedition bedeutete den endgültigen Durchbruch für Ousland. Seither arbeitet er professionell mit der Durchführung seiner eigenen Expeditionen und führt nebenbei auch geführte Expeditionen durch.
1995 startete Ousland zu einer Solodurchquerung des antarktischen Kontinents. Nach Erreichen des Südpols musste er jedoch aufgeben.
Am 15. November 1996 startete er mit dem zweiten Versuch den antarktischen Kontinent in einer Soloexpedition zu durchqueren. Der Start erfolgte auf Berkner Island, das Ziel die McMurdo-Station erreichte er nach 64 Tagen am 17. Januar 1997. Dabei legte er eine Distanz von 2845 km zurück. Der Schlitten wog am Beginn der Expedition 178 Kilogramm. Auch diese Expedition wurde nicht aus der Luft unterstützt, Ousland hatte das gesamte Material und die Lebensmittel vom Start weg am Schlitten. 2018 behauptete der Amerikaner Colin O’Brady, den antarktischen Kontinent als erster Mensch allein und ohne Hilfsmittel durchquert zu haben. Ousland, der inklusive Schelfeis fast die doppelte Strecke zurückgelegt, sich dabei aber zeitweise von einem Gleitschirm hatte ziehen lassen, widersprach dem und beanspruchte diesen Weltrekord für sich.
1999 bestieg Ousland den 8.000er Cho Oyu.
2001 überquerte Ousland die Arktis in einer Soloexpedition von Sibirien nach Kanada über den Nordpol in 82 Tagen.
2003 musste er knapp unter dem Gipfel des Mount Everest die Besteigung abbrechen.
2004 unternahm er gemeinsam mit Thomas Ulrich eine Expedition durch Patagonien. Dabei wurden Kajaks und Skis eingesetzt.
2006 am 23. Januar startete gemeinsam mit dem Abenteurer Mike Horn von Sibirien aus die erste Winterexpedition zum Nordpol. Dieser wurde am 23. April erreicht. Eine solche Expedition durchgeführt in der Polarnacht galt bis dahin als unmöglich.
2007 lief er gemeinsam mit Thomas Ulrich vom Nordpol nach Franz-Josef-Land und vollzog damit die Reise von Fridtjof Nansen und Fredrik Hjalmar Johansen nach.
2009 führt er den regierenden Fürsten von Monaco, Albert II. auf einer Expedition auf Skiern zum Südpol. Diese Reise gliedert sich ein in mehrere ähnliche Reisen mit wechselnden Begleitern, mit denen er im Laufe der Jahre Skiexpeditionen zum Nord- oder Südpol unternimmt.
2010 schafft er zusammen mit einem Trimaran und dessen Kapitän Thorleif Thorleifsson die erste vollständige Umsegelung der Arktis in einem einzigen Sommer. Dabei wurden nacheinander sowohl die Nordostpassage als auch direkt anschließend die Nordwestpassage sowie der nördliche Nordatlantik durchsegelt. Eine solche direkt aufeinander folgende Durchsegelung beider Passagen und die Umsegelung der Arktis insgesamt war noch wenige Jahre zuvor als unmöglich angesehen worden.

## Auszeichnungen
- 2025: Founder’s Medal der Royal Geographical Society[3]

### Werke
- Alone to the North Pole. J.W. Cappelens forlag, [Oslo] 1994, ISBN 82-02-14940-1
- Alone across Antarctica. Tangen Grafiske, [Norway] 1997, ISBN 82-994379-1-1 (Vorwort durch Edmund Hillary)
- Alone across the North Pole. 2001 (Vorwort durch Reinhold Messner)
- Solo durchs ewige Eis. Erstdurchquerung der Pole im Alleingang. Frederking & Thaler, München 2007, ISBN 978-3-89405-829-6
- Allein zum Nordpol. Die Polarbibliothek, Band 20. 2020. ISBN 978-3-7526-2135-8.